# TJ・ペレナラ
TJ・ペレナラ（TJ Perenara、フルネーム：トーマス・テカナプ・ラワカタ・"TJ"・ペレナラ、Thomas Tekanapu Rawakata "TJ" Perenara、 1992年1月23日 - ）は、JAPAN RUGBY LEAGUE ONE リコーブラックラムズ東京に所属するラグビーユニオン選手。愛称のTJは、「Thomas Jr.（トーマス・ジュニア）」の略。ニュージーランドの2024シーズン終了まではハリケーンズに在籍。

## プロフィール
- ニュージーランド・ポリルア出身[3]。
- ポジションはスクラムハーフ(SH)、スタンドオフ(SO)。
- 身長 184cm、体重 94kg[4]
- U20ニュージーランド代表に選ばれたことがある[5]。
- バーバリアンズに選ばれたことがある[6]。
- ニュージーランド代表としてラグビーワールドカップ2015・ラグビーワールドカップ2019に出場[7]。
- 2019年からヴィーガンになった[8]。

## 略歴
ウェリントンを経て、2012年、ハリケーンズに加入。
2020年、デイン・コールズと共にハリケーンズの共同主将に就任した。
2021年シーズンは、NTTドコモ レッドハリケーンズへの加入がDoCoMoから発表された。
2021年2月21日にトップリーグ第1節キヤノンイーグルス戦に先発出場で日本での公式戦初出場を果たす。同年5月、ニュージーランドのハリケーンズに復帰。
2022年6月15日、マオリ・オールブラックスへ招集された。
2024年8月2日、リコーブラックラムズ東京への入団を発表。3シーズン契約。

## ハカのリーダー
2017年以降、ニュージーランド代表、またはマオリ・オールブラックスとして出場した時に、試合前のパフォーマンスとして行われるハカ（カ・マテおよびカパ・オ・パンゴ）のリーダーとなることが多い。
ワールドカップ2019日本大会でも、多くの試合でハカのリーダーを務めた。

## 受賞歴
- 2020-21トップリーグベスト15
- 2024-25リーグワンベスト15